# شیرلی رابرتسون
شیرلی رابرتسون (انگلیسی: Shirley Robertson؛ زادهٔ ۱۵ ژوئیهٔ ۱۹۶۸) قایقران بادبانی اهل بریتانیا است.